# 1759
Năm 1759 (số La Mã: MDCCLIX) là một năm thường bắt đầu vào thứ hai trong lịch Gregory (hoặc một năm thường bắt đầu vào thứ sáu của lịch Julius chậm hơn 11 ngày). Tại Anh, năm nay đã được biết đến như là mirabilis Annus vì chiến thắng của Anh trong cuộc Chiến tranh Bảy năm.
Trong lịch sử Việt Nam thì năm 1759 là năm Kỷ Mão triều vua Lê Hiển Tông niên hiệu Cảnh Hưng.

## Sinh
- 25 tháng 1 – Robert Burns, nhà thơ người Scotland (mất 1796)
- 15 tháng 2 – Friedrich Wolf Tháng Tám, nhà nôn ngữ học và nhà khảo cổ học Đức (mất 1824)
- 22 tháng 2 – Claude Lecourbe, người Pháp (mất 1815)
- 27 tháng 4 – Mary Wollstonecraft, (mất 1797)
- 20 tháng 5 – William Thornton, kiến trúc sư người Mỹ (mất 1828)
- 28 tháng 5 – William Pitt Trẻ, chính khách và Thủ tướng Chính phủ của Vương quốc Anh (mất 1806)
- 21 tháng 6 – Alexander J. Dallas, người Mỹ (mất 1817)
- 24 tháng 8 – William Wilberforce, người Anh (mất 1833)
- Ngày 19 tháng 9 – William Kirby, nhà côn trùng học (mất 1850)
- 25 tháng 10 – Sophie Marie Dorothea của Württemberg, hoàng hậu của Paul I của Nga (mất 1828)
- 25 tháng 10 – Wyndham William Grenville, nam tước thứ nhất của Grenville, Thủ tướng Vương quốc Anh (mất 1834)
- 26 tháng 10 – Georges Danton, lãnh đạo cách mạng Pháp (mất 1794)
- 10 tháng 11 – Friedrich Schiller, nhà văn người Đức (mất 1805)
- 23 tháng 11 – Felipe Neri Enrique, nhà lập pháp Texas (mất 1820)
- Nguyễn Đức Xuyên, võ quan nhà Nguyễn (mất 1824)